# Zhu Junsheng
Zhu Junsheng (chinesisch 朱駿聲 / 朱骏声, Pinyin Zhū Jùnshēng, W.-G. Chu Chün-sheng; 1788–1858), zi: Fengqi (豐芑,  Fēngqǐ), hao: Yunqian (允倩,  Yǔnqiàn), aus dem Kreis Wu (吳縣) in der Provinz Jiangsu war ein  chinesischer Phonologe, Linguist und Textexeget der Qing-Dynastie. Zhu Junsheng war ein Schüler des bedeutenden Gelehrten Qian Daxin 钱大昕 (1728–1804), der für seine genauen Einblicke in das Studium der archaischen Phonologie und in die kritische Interpretation klassischer Texte bekannt war.

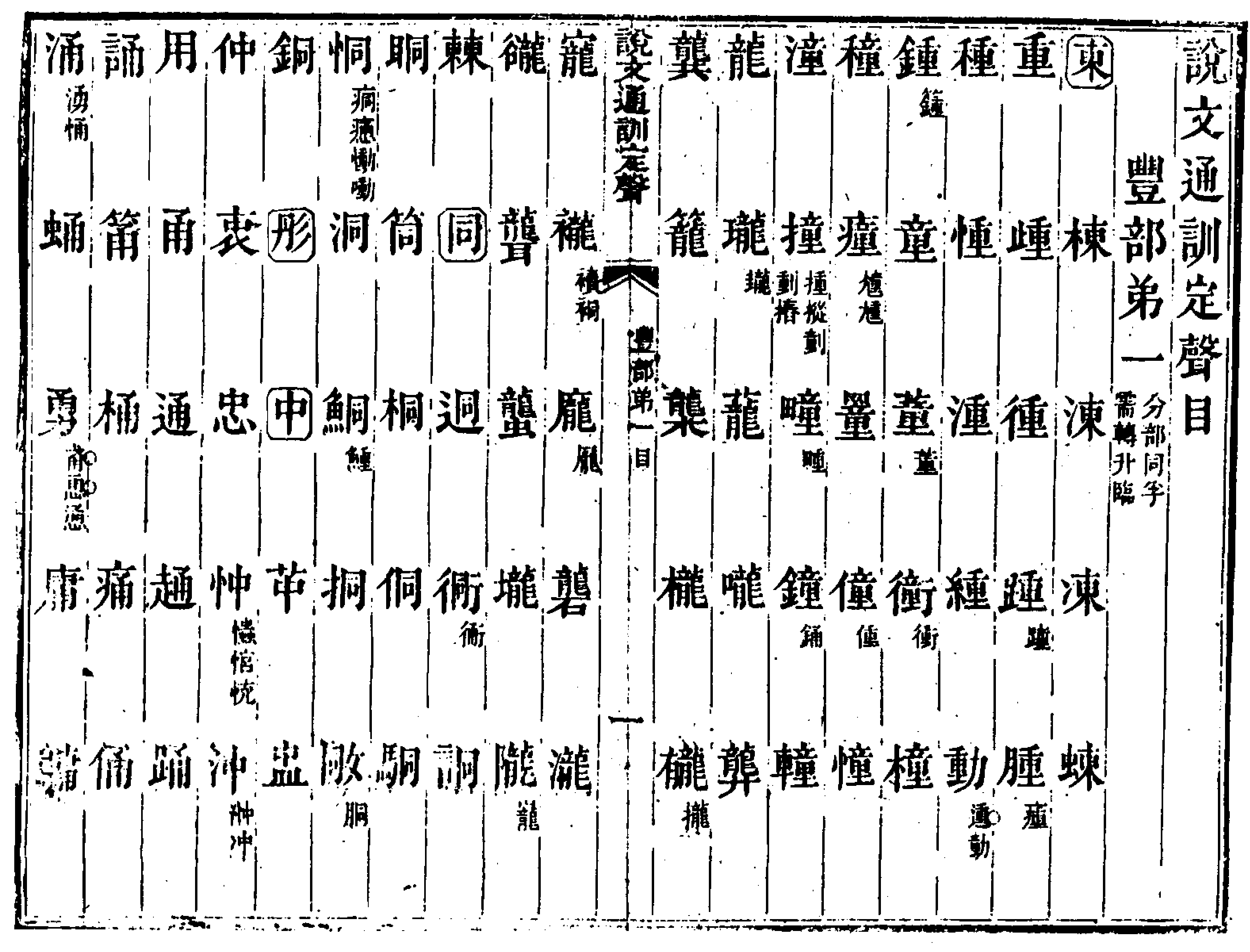
Beginn des ersten Abschnitts des Shuowen tongxun dingsheng mit der 豐 fēng -Reimgruppe, beginnend mit den phonetischen Komponenten 東 dōng, 同 tōng, 彤 tōng und 中 zhōng

Zhu Junsheng leistete bedeutende Arbeit auf dem Gebiet der Phonologie mit seinem Werk zum Shuowen jiezi (Shuowen), seinem bekanntesten Werk, dem Shuowen tongxun dingsheng (說文通訓定聲 / 说文通训定声,  Shuōwén tōngxùn dìngshēng,  Shuo-wen t'ung-hsün ting-sheng). Es wurde im Jahr 1833 fertiggestellt, der Erstdruck erfolgte 1848.
Sein Ziel bei der Neuanordnung des Shuowen in 18 Reimgruppen war es, die Beziehung zwischen der Lautung (insbesondere dem Vokal) und der Bedeutung hervorzuheben. Das Vorwort enthält seine vielzitierte Berechnung, dass das Shuowen 364  xiàngxíng 象形-Schriftzeichen enthält (3,89 Prozent der Gesamtzahl); 125 zhǐshì 指事-Schriftzeichen (1,34 Prozent); 1167 huìyì 會意 (12,48 Prozent); und 7697 xíngshēng 形聲 (82,3 Prozent).

Im Vergleich mit einigen seiner zeitgenössischen Kollegen wurden seine Verdienste folgendermaßen gewürdigt: 

„Duan Yucai made several discoveries in accent metrics; Gui Fu was adept at defining principles; Zhu Junsheng clarifed the interchangeability of characters, while Wang Yun showed his remarkable achievements in differentiating various forms of Chinese characters. Among the ‘Four Masters’, Duan Yucai and Zhu Junsheng were undoubtedly the most distinguished.“

Er ist im Kreis Yi 黟縣 begraben. 
Zhu Kongzhang 朱孔彰 (1842–1919) war sein Sohn. Sein Enkel ist der Historiker Zhu Shizhen 朱師轍 (1879–1969).

## Werke
- Shuowen tongxun dingsheng 说文通训定声[5]
- Liushisi gua jingjie 六十四卦經解
- Lisao fu buzhu 离骚赋补注
- Shangshu guzhu biandu 尚書古注便讀 (zum Shangshu 尚書)
- Xiao erya yuezhu 小尔雅约注 (zum  Xiao erya  小尔雅)

- Lǐyí jīng zhù yīyú 礼仪经注一隅
- Xiàxiǎozhèng bǔchuán 夏小正补传
- Chūnqiū Zuǒzhuán shì 春秋左传识

- Chūnqiū sānzhuán yìwén hé 春秋三传异文核
- Xiǎo xuéshì yú 小学识馀
- Liùshū jiǎjiè jīngzhèng 六书假借经证
- Qínhàn jùnguó kǎo 秦汉郡国考
- Tiānsuàn suǒjì 天算琐记
- Jīngshǐ wèndá 经史问答
- Suìxīng biǎo 岁星表